# Leporillus conditor
Espèce
Statut de conservation UICN

 NT : Quasi menacé
Statut CITES
Le Rat architecte (Leporillus conditor) est une espèce de rongeurs de la famille des muridés endémique d'Australie.
Il vit dans les zones de savanes sèches.

## Description
Le rat architecte ne présente pas de dimorphisme sexuel, l'adulte pèse en moyenne 300 g. 